# Pomnik Dobosza Powstania Wielkopolskiego w Zielonej Górze
Pomnik Dobosza Powstania Wielkopolskiego 1918/1919 – pomnik wzniesiony w 2013 w Zielonej Górze. Poświęcony jest uczestnikom powstania wielkopolskiego, a także wszystkim dzieciom biorącym udział w walkach zbrojnych na przestrzeni wieków.

## Historia pomnika
Komitet budowy pomnika został zawiązany w 2011 przez środowisko związane z Oddziałem Lubuskim Towarzystwa Pamięci Powstania Wielkopolskiego 1918/1919. Na jego czele stanął dr Włodzimierz Kwaśniewicz, a dzieło wsparły władze Zielonej Góry z ówczesnym prezydentem Januszem Kubickim na czele. Autorem dwumetrowego pomnika został Romuald Wiśniewski. Uroczystego odsłonięcia dokonano 19 grudnia 2013. Koszt realizacji projektu wyniósł ok. 80 tys. zł.

## Znaczenie pomnika
Pomnik przedstawia chłopca uderzającego pałeczkami w werbel. Postać ubrana jest w wojskowy płaszcz i czapkę, na nogach ma owijacze. Umieszczony na postumencie pomnik jest wyrazem pamięci o wszystkich dzieciach, młodych Polakach – ofiarach wojen i powstań.

Może ktoś zapytać, dlaczego to w Zielonej Górze upamiętniamy w taki szczególny sposób Powstanie Wielkopolskie? Otóż dlatego, że po 1945 roku, kiedy to zrządzeniem politycznych uwarunkowań miasto nasze stało się miastem polskim, zamieszkało w nim wielu uczestników tego pięknego zrywu. (...) To do nich i ich wiekopomnego czynu wracamy dzisiaj naszą wdzięczną narodową pamięcią, zebrawszy się na Placu Wielkopolskim, pod tablicą pamiątkową, i u stóp pomnika „Dobosza Powstania Wielkopolskiego".